# Naakthals
De naakthals is een kippenras uit Transsylvanië, een regio in Roemenië. Het is een dubbeldoelras (eieren en vlees). De hennen wegen tussen de 2 en 2,5 kilo, terwijl de hanen tussen de 2,5 en 3 kilo wegen.